# Bernard Madoff
Bernard Lawrence Madoff (29 tháng 4 năm 1938 – 14 tháng 4 năm 2021) là một doanh nhân người Mỹ và là nguyên chủ tịch của sàn giao dịch chứng khoán NASDAQ. Ông sáng lập hãng Bernard L. Madoff Investment Securities LLC ở phố Wall vào năm 1960 và là chủ tịch hãng này đến ngày [[11 tháng 12 năm 2008, khi ông bị bắt và bị buộc tội gian lận tài chính.
Bernard L. Madoff Investment Securities (Hãng đầu tư chứng khoán Bernard L. Madoff), đang trong quá trình phát mại, từng là một hãng thương mại hàng đầu ở phố Wall, thường có nhiệm vụ như một nhà cung cấp "thị trường thứ ba", tức là không thông qua các hãng "chuyên biệt" mà thực hiện trực tiếp các đơn đặt hàng mua bán thẳng từ các nhà môi giới bán lẻ. Công ty này cũng bao gồm một chi nhánh tư vấn và quản lý đầu tư hiện đang là tiêu điểm của vụ điều tra về lừa đảo.
Ngày 11 tháng 12 năm 2008, các nhân viên Cục Điều tra Liên bang Mỹ (FBI) đã bắt giữ Madoff theo lời khai của các con trai ông ta, Andrew và Mark, và buộc tội ông này với tội danh gian lận chứng khoán. Trước hôm bị bắt, Madoff đã thú nhận với một số nhân viên cấp cao trong công ty của ông ta rằng phân nhánh tư vấn và quản lý kinh doanh thực ra "về cơ bản, là một mô hình Ponzi khổng lồ." Năm ngày sau khi bị bắt, toàn bộ tài sản của Madoff cũng như của công ty ông ta đã bị đóng băng, và một người tiếp nhận được ủy nhiệm để giải quyết vụ án. Vụ gian lận liên quan đến Madoff được ước tính gây ra thiệt hại lên tới 50 tỷ USD tiền mặt và chứng khoán. Các ngân hàng tại Tây Ban Nha, Pháp, Thụy Sĩ, Italia, Hà Lan, Nhật Bản và một số quốc gia khác đã tuyên bố họ có khả năng mất hàng ty đô la Mỹ trong vụ lừa đảo này. Như vậy, đây là vụ gian lận tài chính lớn nhất trong lịch sử bị quy cho một nhân vật duy nhất.
Madoff trong một thời gian dài được nhìn nhận như một doanh nhân xuất chúng và một nhà từ thiện. Việc bắt giữ Madoff và đóng cửa công ty của ông ta đã tác động không nhỏ đến thương mại toàn cầu và một số tổ chức từ thiện, trong số đó có quỹ từ thiện Robert I. Lappin, quỹ Picower, và quỹ JEHT, cũng bị buộc phải đóng cửa như một hệ quả từ vụ lừa đảo.
Gạt bỏ khẳng định từ Madoff rằng chỉ riêng ông ta giật dây vụ lừa đảo quy mô cực lớn này, các nhà đầu tư hiện tại đang tìm hiểu xem những ai khác còn tham gia đến mô hình này.